# لاکهید جی۳۷
لاکهید جی۳۷ (به انگلیسی: Lockheed J37) یک هواگرد ساختِ کارخانهٔ لاکهید کورپوریشن در کشور ایالات متحده آمریکا است.